# Ace of Spades (album)
Ace of Spades is het vierde studioalbum van de Britse Rockband Motörhead. Het werd op 8 november 1980 vrijgegeven voor Bronze Records. De producer was Vic Maile. Het album bracht Motörhead’s grootste hit voort, de titelsong Ace of Spades.

## Opname
De liedjes werden geschreven en als demo opgenomen in Rockfield Studios in Wales. De definitieve opnamen en het toevoegen van teksten vond plaats bij Jackson's Studios in Londen gedurende een periode van vijf weken in augustus en september 1980. De band nam bij de opname van dit album wat meer tijd voor het goed krijgen van de songs, met uitzondering van We Are The Roadcrew. Volgens gitarist Eddie Clarke is het liedje letterlijk in elkaar gesmeten. ‘We hebben het liedje nooit afgemaakt… dat valt te horen aan het eind. We gingen ermee door omdat de teksten zo sterk waren en we de groove zo goed vonden. Maar het heeft geen echt refrein.’
Over de iconische titeltrack vertelde Lemmy in zijn autobiografie ‘Ik blijf mensen dit vertellen, maar ze denken dat ik verdomme lieg, maar dat doe ik niet. Ik dacht niet dat het beter was dan mijn andere nummers en dat vind ik nog steeds niet.’
Vic Maile, de producer, voegde in de studio nog wat kleine details toe. Het belangrijkste voorbeeld hiervan is het gebruik van houten blokken in de titelsong. De band was erop tegen, maar na het gehoord te hebben in de mix werd het definitief toegevoegd. Ook op andere songs, zoals Shoot You In the Back en The Chase Is Better Than the Catch zijn o.a. rateleffecten te horen. 
Een factor die de opnamen van het album langzamer maakte, was het feit dat Lemmy alleen naar de studio kwam wanneer hij er klaar voor was. Clarke vertelde hierover tegen Popoff: ‘Terwijl (drummer) Phil en ik ons verveelden in een studio, was Lemmy altijd bezig met een meisje, een fles Jack Daniels en een boek. Het was soms moeilijk om met hem op te nemen.’

## Albumhoes
Ace of Spades is een van de weinige albums van de band waarin de iconische mascotte van de band, de snaggletooth, niet te zien is. In plaats van de snaggletooth in gokthema kozen ze ervoor verkleed te gaan in een wild-west stijl. Ironisch genoeg zijn de foto’s ervoor gemaakt in een zandgroeve 10 mijl van Londen, vlak bij een stadje genaamd Barnet. Toch beviel dit thema de band. ‘Ik weet niet zo goed hoe we op het idee kwamen’ vertelde Clarke. ‘We besproken met het management wat we voor de volgende albumhoes gingen doen. Ik denk dat toen genoemd werd dat we ons zouden kunnen verkleden. Ik dacht natuurlijk ‘verdomd fantastisch, ik word Clint Eastwood.’ Ik was een grote fan van Clint Eastwood. Natuurlijk werd het ook spannend omdat we ons gingen verkleden. En het was een prachtige dag.’

## Muziek
| Nr. | Titel                  | Duur |
| --- | ---------------------- | ---- |
| 1.  | Ace of Spades          | 2:48 |
| 2.  | Love Me Like a Reptile | 3:23 |
| 3.  | Shoot You in the Back  | 2:39 |
| 4.  | Live to Win            | 3:37 |
| 5.  | Fast and Loose         | 3:23 |
| 6.  | (We Are) the Road Crew | 3:13 |

| Nr. | Titel                              | Duur |
| --- | ---------------------------------- | ---- |
| 1.  | Fire Fire                          | 2:44 |
| 2.  | Jailbait                           | 3:33 |
| 3.  | Dance                              | 2:38 |
| 4.  | Bite The Bullet                    | 1:38 |
| 5.  | The Chase Is Better Than The Catch | 4:18 |
| 6.  | The Hammer                         | 2:48 |

| Nr. | Titel                                              | Uitgave als                                    | Duur |
| --- | -------------------------------------------------- | ---------------------------------------------- | ---- |
| 1.  | Dirty Love                                         | B-kant van Ace of Spades (single)              | 2:56 |
| 2.  | Ace of Spades                                      | Alternatieve versie                            | 3:04 |
| 3.  | Love Me Like a Reptile                             | Alternatieve versie 1                          | 4:16 |
| 4.  | Love Me Like a Reptile                             | Alternatieve versie 2                          | 3:32 |
| 5.  | Shoot You in the Back                              | Alternatieve versie                            | 3:11 |
| 6.  | Fast and Loose                                     | Alternatieve versie                            | 3:07 |
| 7.  | (We Are) the Roadcrew                              | Alternatieve versie                            | 3:24 |
| 8.  | Fire Fire                                          | Alternatieve versie                            | 2:41 |
| 9.  | Jailbait                                           | Alternatieve versie                            | 3:33 |
| 10. | The Hammer                                         | Alternatieve versie                            | 3:12 |
| 11. | Dirty Love                                         | Alternatieve versie 1                          | 1:02 |
| 12. | Dirty Love                                         | Alternatieve versie 2                          | 3:52 |
| 13. | Fast and Loose                                     | Liveversie op BBC Radio 1, David Jensen Sessie | 4:18 |
| 14. | Live to Win                                        | Liveversie op BBC Radio 1, David Jensen Sessie | 3:34 |
| 15. | Bite the Bullet/The Chase Is Better Than the Catch | Liveversie op BBC Radio 1, David Jensen Sessie | 6:05 |

## Personeel

### Motörhead
- Lemmy Kilmister - zang, basgitaar
- "Fast" Eddie Clarke – gitaar
- Phil "Philthy Animal" Taylor – drumstel

### Productie
- Vic Maile – producer, technicus en mixen
- Giovanni Scatola – mastering (2005 remaster)
- Martin Poole – hoesontwerp
- Alan Ballard - fotografie
- Curt Evans - 2005 remaster hoesontwerp
- Motörhead - uitvoerende producenten
- Joe Petagno – ontwerp van het Motörhead-logo

## Album- en hitlijst
| Chart           | Hoogste positie |
| --------------- | --------------- |
| UK Albums Chart | 4               |

| Chart            | Hoogste positie |
| ---------------- | --------------- |
| UK Singles Chart | 13              |